# Bedford Township (comté de Lincoln, Missouri)
Pour les articles homonymes, voir Bedford Township.
Bedford Township est un ancien township, situé dans le comté de Lincoln, dans le Missouri, aux États-Unis,.
L'origine du nom du township n'est pas connue.

### Source de la traduction
- (en) Cet article est partiellement ou en totalité issu de l’article de Wikipédia en anglais intitulé « Bedford Township, Lincoln County, Missouri » (voir la liste des auteurs).